# Vulcano (planeta hipotético)

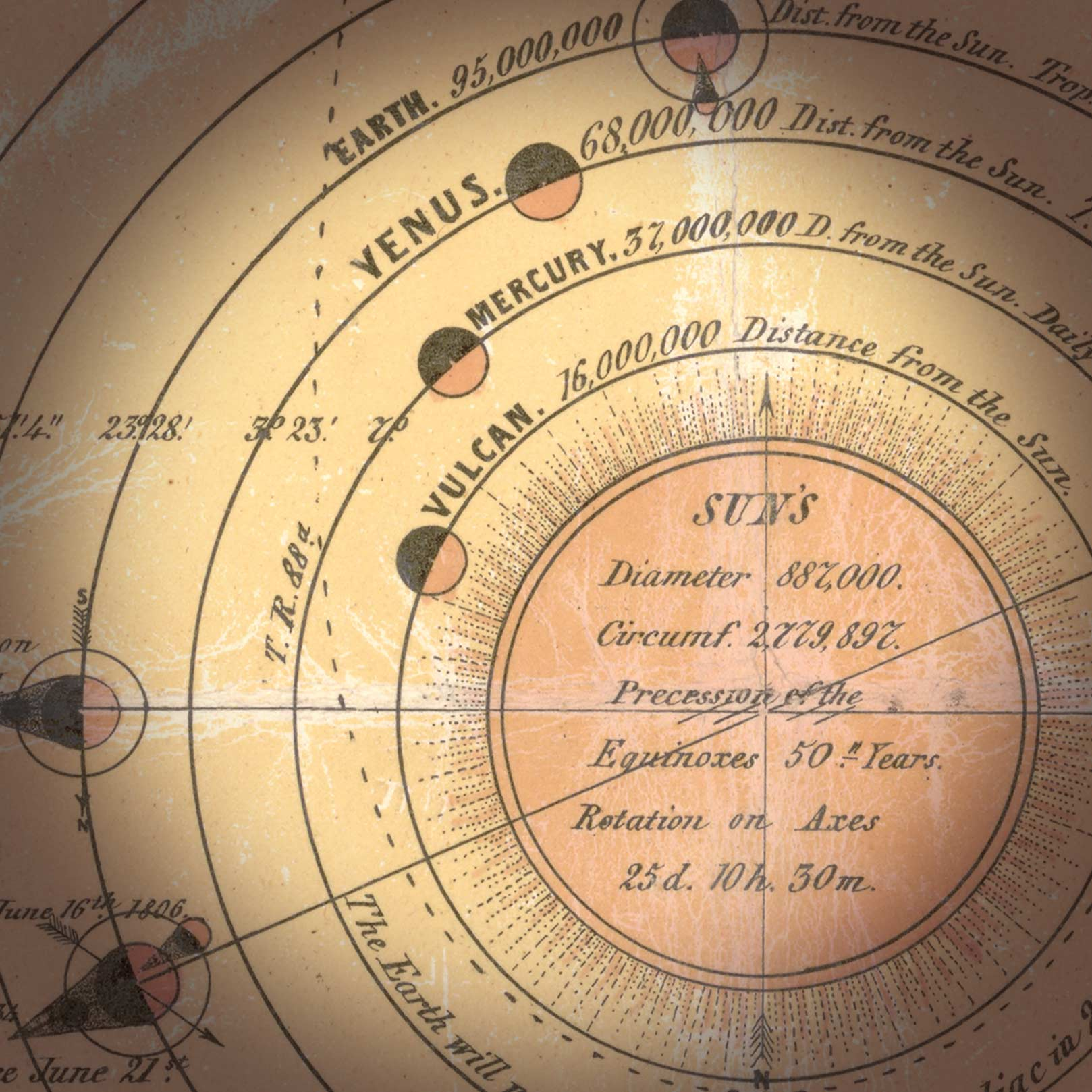
Vulcano em um mapa litográfico de 1846

Vulcano foi um pequeno planeta hipotético que se pensava existir na órbita entre Mercúrio e o Sol, numa hipótese do século XIX que agora é desaprovada (ou pelo menos entendida como pouco provável).
Após o sucesso de Urbain Le Verrier em justificar discrepâncias na órbita de Urano postulando um novo planeta, que foi descoberto (Netuno) na posição indicada por seus cálculos, Le Verrier propôs um planeta intramercuriano para justificar as discrepâncias observadas na precessão do periélio de Mercúrio.
Apesar de várias tentativas, e alguns resultados que pareciam indicar a existência deste planeta (Vulcano), nada foi confirmado, e a teoria da relatividade geral, de Einstein, apresentou uma melhor explicação para a precessão do periélio de Mercúrio.

## Argumento de existência
Em 1840, François Arago, diretor do Observatório de Paris, sugeriu a Le Verrier que trabalhasse no tema da órbita de Mercúrio em torno do Sol. O objetivo deste estudo foi construir um modelo baseado nas leis de movimento e gravitação de Sir Isaac Newton. Em 1843, Le Verrier publicou sua teoria provisória sobre o assunto, que seria testada durante um trânsito de Mercúrio pela face do Sol em 1848. As previsões da teoria de Le Verrier não coincidiam com as observações.
Apesar disso, Le Verrier continuou seu trabalho e, em 1859, publicou um estudo mais completo do movimento de Mercúrio. Isso foi baseado em uma série de observações dos meridianos do planeta, bem como em 14 trânsitos. O rigor deste estudo significava que quaisquer diferenças da observação seriam causadas por algum fator desconhecido. Na verdade, alguma discrepância permaneceu.  Durante a órbita de Mercúrio, seu periélio avança uma pequena quantidade, algo chamado precessão do periélio. O valor observado excede a previsão da mecânica clássica pela pequena quantidade de 43 segundos de arco por século.
Le Verrier postulou que o excesso de precessão poderia ser explicado pela presença de um pequeno planeta dentro da órbita de Mercúrio e propôs o nome "Vulcano" para este objeto. Na mitologia romana, Vulcano é o deus do fogo benéfico e dificultador, incluindo o fogo dos vulcões, tornando-o um nome adequado para um planeta tão próximo do sol. Hoje, a União Astronômica Internacional reservou o nome de "Vulcano" para o planeta hipotético, embora tenha sido descartado, e também para a população vulcanóide.
A contribuição de Le Verrier na descoberta do planeta Netuno em 1846 usando as mesmas técnicas conferiu veracidade a sua afirmação, e astrônomos ao redor do mundo tentaram encontrar um novo planeta lá, mas nada foi encontrado.

## Pesquisa
Inúmeros relatos - todos eles não confiáveis - começaram a chegar a Le Verrier de outros amadores que afirmavam ter visto trânsitos inexplicáveis. Alguns desses relatórios referem-se a observações feitas muitos anos antes, e muitos não puderam ser devidamente datados. No entanto, Le Verrier continuou a mexer nos parâmetros orbitais de Vulcano conforme cada novo avistamento relatado o alcançava. Ele freqüentemente anunciava datas de futuros trânsitos de Vulcano e, quando eles não se materializavam, ele ajustava mais alguns parâmetros.
Os astrônomos continuaram procurando por Vulcan durante eclipses solares totais em 1883, 1887, 1889, 1900, 1901, 1905 e 1908.

## Conclusão
Em 1915, teoria da relatividade de Einstein, uma abordagem à gravidade entendimento completamente diferente da mecânica clássica, resolveu o problema. Suas equações previram exatamente a quantidade observada de avanço do periélio de Mercúrio sem qualquer recurso à existência de um Vulcano hipotético. A nova teoria modificou as órbitas previstas de todos os planetas, mas a magnitude das diferenças da teoria newtoniana diminui rapidamente à medida que nos afastamos do sol. Além disso, a órbita bastante excêntrica de Mercúrio torna muito mais fácil detectar a mudança do periélio do que no caso das órbitas quase circulares de Vênus e da Terra.
A teoria de Einstein foi verificada empiricamente durante o eclipse solar de 29 de maio de 1919 medindo a curvatura da luz solar. Os astrônomos geralmente aceitaram rapidamente que um grande planeta dentro da órbita de Mercúrio não poderia existir, dada a equação da gravidade corrigida.